# (34353) 2000 RX17
2000 RX17 (asteroide 34353) é um asteroide da cintura principal. Possui uma excentricidade de 0.10924540 e uma inclinação de 5.45885º.
Este asteroide foi descoberto no dia 1 de setembro de 2000 por LINEAR em Socorro.